# Hipparchia sylvicola
Hipparchia sylvicola är en fjärilsart som beskrevs av Jules Leon Austaut 1880. Hipparchia sylvicola ingår i släktet Hipparchia och familjen praktfjärilar. Inga underarter finns listade i Catalogue of Life.